# Jack Higgins
Jack Higgins, właśc. Harry Patterson, pseud. Martin Fallon, James Graham, Hugh Marlowe (ur. 27 lipca 1929 w Newcastle upon Tyne, zm. 9 kwietnia 2022 w Jersey) – brytyjski pisarz, autor cieszących się popularnością powieści sensacyjno-przygodowych z okresu II wojny światowej i zimnej wojny, łączących w wartkiej akcji zapis autentycznych wydarzeń z fikcją literacką.

## Życiorys
Urodzony na północy Anglii, przeniósł się wraz z matką do Belfastu (Irlandia Północna). Uczył się w Belfaście, później w Leeds. Po ukończeniu szkoły średniej służył w wojsku, w Armii Brytyjskiej, później pracował m.in. jako pomocnik w cyrku, robotnik, czy kierowca ciężarówki. Ukończył studia socjologiczne w Londynie. Został nauczycielem, w 1959 zaczął pisać powieści. Międzynarodowe uznanie przyniosła mu powieść Orzeł wylądował, został cenionym pisarzem. Od tego czasu napisał około 85 powieści, które sprzedano w blisko 250 milionach egzemplarzy i przetłumaczono na 55 języków. Poza tym, jego powieści doczekały się licznych ekranizacji kinowych i telewizyjnych. Pisarz mieszkał z żoną Denise na wyspie Jersey.

## Twórczość

### Powieści z Paulem Chavassem
Napisane pod pseudonimem Martin Fallon.
- 1962: Testament Caspara Schultza (The Testament of Caspar Schultz) (wyd. pol. 1991)
- 1963: Rok Tygrysa (Year of the Tiger) (wyd. pol. 1994)
- 1965: Klucze do piekieł (The Keys of Hell)
- 1966: Midnight Never Comes
- 1967: Mroczna strona ulicy (The Dark Side of the Street)
- 1969: Czas umierania (A Fine Night for Dying)
- 1978: Dzień sądu (Day of Judgement)

### Powieści z Nickiem Millerem
Napisane pod prawdziwym nazwiskiem, Harry Patterson.
- 1965: Parszywa zmiana lub Przerwany urlop (The Graveyard Shift)
- 1967: Śmiertelna dawka (Brought in Dead)
- 1968: Piekło jest zawsze dzisiaj lub Piekło może zdarzyć się wszędzie (Hell Is Always Today)

### Powieści z Liamem Devlinem
- 1975: Orzeł wylądował (The Eagle Has Landed) (wyd. pol. 1990 w tłumaczeniu Jerzego Żebrowskiego)[2]
- 1982: Dotknij diabła (Touch the Devil) (wyd. pol. 1990 w tłumaczeniu Jarosława Kotarskiego)[3]
- 1985: Konfesjonał (Confessional) (wyd. pol. 1993 w tłumaczeniu Andrzeja Szulca)[4]
- 1990: Orzeł odleciał (The Eagle Has Flown) (wyd. pol. 1991 w tłumaczeniu Jerzego Żebrowskiego)[5]

### Powieści z Dougalem Munro i Jackiem Carterem
- 1986: Noc lisa (Night of the Fox) (wyd. pol. 1994)
- 1989: Cold Harbour (wyd. pol. 1991)
- 1998: Lot orłów (Flight of Eagles) (wyd. pol. 1998 w tłumaczeniu Zbigniewa A. Królickiego)[6]

### Powieści z Seanem Dillonem
- 1992: Oko cyklonu lub Hiena (Eye of the Storm), (Midnight Man)
- 1993: Thunder-Point lub Skała Wichrów (Thunder Point) (wyd. pol. 1994 w tłumaczeniu Piotra Jędrusika)[7]
- 1994: Na niebezpiecznym gruncie (On Dangerous Ground)
- 1995: Anioł śmierci (Angel of Death) (wyd. pol. 1995 w tłumaczeniu Jacka Manickiego)[8]
- 1996: Napij się z diabłem (Drink with the Devil)
- 1997: Córka prezydenta (The President’s Daughter)
- 1998: Zdrajca w Białym Domu (The White House Connection) (wznowienie jako Zdrajca w 2011)
- 2000: Odwet (Day of Reckoning) (wyd. pol. 2011)
- 2001: Niebezpieczna gra (Edge of Danger)
- 2002: Śmierć jest zwiastunem nocy (Midnight Runner)
- 2003: Bez przebaczenia (Bad Company) (wyd. pol. 2005)
- 2004: Dark Justice
- 2005: Bez litości (Without Mercy) (wyd. pol. 2006)
- 2007: Zabójcza ziemia (The Killing Ground) (wyd. pol. 2010)
- 2008: Sprawiedliwy (Rough Justice) (wyd. pol. 2011)
- 2009: Mroczne kryjówki (A Darker Place) (wyd. pol. 2011)
- 2009: Rozpoznać wilka (Wolf at the Door) (wyd. pol. 2011)
- 2010: Brama Judasza (The Judas Gate) (wyd. pol. 2012)
- 2012: A Devil is Waiting
- 2013: The Death Trade
- 2014: Rain on the Dead
- 2016: The Midnight Bell

### Powieści z Richem i Jade (wspólnie z Justinem Richardsem)
- 2006: Próba ognia (Sure Fire) (wyd. pol. 2009)
- 2007: Nagła śmierć (Death Run) (wyd. pol. 2009)
- 2009: Celny strzał (Sharp Shot) (wyd. pol. 2011)
- 2009: First Strike

### Inne
- 1959: Cichy wiatr od morza (Sad Wind from the Sea) (jako Harry Patterson)
- 1960: Płacz myśliwego (Cry of the Hunter) (jako Harry Patterson)
- 1961: Tysiąc twarzy nocy (The Thousand Faces of Night) (jako Harry Patterson)
- 1962: Czas zemsty (Comes the Dark Stranger) (jako Harry Patterson)
- 1960: Wstąpić do piekła (Hell Is Too Crowded) (jako Harry Patterson)
- 1963: Ciemna strona wyspy (The Dark Side of the Island) (jako Harry Patterson)
- 1963: Zapłać diabłu lub Odpłać Diabłu (Pay the Devil) (jako Harry Patterson)
- 1963: Saba (Seven Pillars to Hell), (Sheba) (jako Hugh Marlowe)
- 1964: Dillinger (Thunder At Noon), (Dillinger) (jako Harry Patterson)
- 1964: Nocne przejście (Passage By Night) (jako Hugh Marlowe)
- 1964: Gniew lwa (Wrath of the Lion) (jako Harry Patterson)
- 1964: Feniks we krwi (A Phoenix in Blood) (jako Harry Patterson)
- 1966: Nieubłagany wróg (A Candle for the Dead, The Violent Enemy) (jako Hugh Marlowe) (wyd. pol. 1992)
- 1966: Żelazny tygrys (The Iron Tiger) (jako Harry Patterson)
- 1968: Niedokończony lot (East of Desolation)
- 1969: Akcja o północy (In the Hour Before Midnight), (The Sicilian Heritage)
- 1970: Nocna akcja na Sinos (Night Judgement At Sinos) (wyd. pol. 1994)
- 1970: Gra dla bohaterów (A Game for Heroes) (jako James Graham) (wyd. pol. 1992)
- 1971: Ostatnie miejsce stworzone przez Boga (The Last Place God Made)
- 1971: Cena odwagi (Toll for the Brave) (jako Harry Patterson)
- 1971: Gniew boży (The Wrath of God) (jako James Graham)
- 1972: Fanatycy (The Savage Day)
- 1972: Wyprawa po Złote Runo (The Khufra Run) (jako James Graham)
- 1973: Modlitwa za konających (A Prayer for the Dying) (wyd. pol. 1990 w tłumaczeniu Radosława Kota)[9]
- 1974: Gniazdo zła (The Run to Morning), (Bloody Passage) (jako James Graham)
- 1976: Ostrzeżenie sztormowe (Storm Warning)
- 1976: Kryptonim „Walhalla” (The Valhalla Exchange) (wyd. pol. 1994)
- 1979: Porwać króla (To Catch a King), (The Judas Gate) (jako Harry Patterson)
- 1980: Solo (Solo), (The Cretan Lover)
- 1981: „Szczęściarz” Luciano (Luciano’s Luck)
- 1983: Exocet (Exocet)
- 1988: Czas w piekle (A Season in Hell)
- 1989: Pamiętnik podrywacza (Memoirs of a Dance Hall Romeo)